# Grenadiaanse voetbalbond
De Grenada Football Association of Grenadiaanse voetbalbond (GFA) is de voetbalbond van Grenada. De voetbalbond werd opgericht in 1924 en is sinds 1978 lid van de CONCACAF. In 1978 werd de bond lid van de FIFA.
De voetbalbond is verantwoordelijk voor het Grenadiaans voetbalelftal.

## President
De huidige president (december 2018) is Cheney Joseph.